# فرماندهی دریابانی فراجا
فرماندهی دریابانی فراجا شاخه‌ای از فرماندهی مرزبانی جمهوری اسلامی ایران و زیرمجموعه فرماندهی انتظامی است، که در زمینه نظارت و کنترل مرزهای آبی فعالیت می‌کند.
محدوده عملیاتی دریابانی ایران در سه حوزهٔ جغرافیایی دریای خزر، خلیج فارس و دریای عمان مستقر می‌باشد. ایران ۲۷۰۰ کیلومتر مرز آبی دارد که عمده فعالیت دریابانی از طریق ناوچه‌ها در جهت کنترل رفت‌وآمد غیرقانونی و قاچاق کالا استوار می‌باشد.
هفت استان گیلان، مازندران، گلستان، خوزستان، سیستان و بلوچستان، هرمزگان و بوشهر دارای یگان دریابانی می‌باشند.

## حمله به پایگاه دریابانی چابهار
در بامداد پنجشنبه ۱۶ فروردین ۱۴۰۳، طی حمله به چند مقر نظامی و انتظامی در استان سیستان‌وبلوچستان توسط اعضای جیش‌العدل، به مقر دریابانی فراجا در چابهار حمله شد. پس از گذشت ۱۲ ساعت درگیری یادشده پایان یافت.